# انجیل نیمه‌شب
انجیل نیمه‌شب یا میدنایت گاسپل (به انگلیسی: The Midnight Gospel) انیمیشن سریالی بزرگسالان می‌باشد که توسط خالق وقت ماجراجویی پندلتن وارد و کمدین دانکن تراسل خلق گردیده‌است. این انیمیشن سریالی در ۲۰ آوریل سال ۲۰۲۰ بر روی نتفلیکس منتشر شد و اولین انیمیشن تهیه‌شده توسط وارد برای نتفلیکس می‌باشد.